# Twiss (geslacht)
Twiss is een oorspronkelijk uit Beccles (East-Suffolk/Engeland) afkomstig geslacht.

## Geschiedenis
De stamreeks begint met Francis Richardsz. Twiss (1716-1777). Hij werd geboren in het Engelse Beccles en werd in 1742 poorter van Rotterdam. Hij trouwde in 1744 in  Norwich met Anne Hussey en ging daarna met haar in Rotterdam wonen waar ze 8 kinderen kregen. Na de dood van zijn vrouw in 1770 keerde hij terug naar Norwich waar hij in 1777 overleed.
Veel familieleden waren kooplieden in Rotterdam. 

## Enkele telgen
Robert Twiss (1760-1829), lid fa. Latham & Twiss
- John Twiss (1786-1835), koopman. Kort voor zijn overlijden kocht hij Huize Woudenstein in Kralingen.
  - Geertruida Wilhelmina Twiss (1812-1844); trouwde in 1836 met Anthony van Hoboken, heer van Rhoon en Pendrecht en Baarland (1807-1872), koopman en reder
  - Willem Twiss (1815-1871), burgemeester van Maartensdijk
    - Mr. John Eduard Willem Twiss (1852-1917), hoogheemraad, lid van de gemeenteraad van De Bilt
    - Elizabeth Willemina Malvina Twiss (1853-1934); trouwde in 1887 met prof. mr. Johan baron d’Aulnis de Bourouill (1850-1930), hoogleraar
    - Henriette Amelie Jeannette Twiss (1860-1947), oprichtster van het eerste openluchttheater in Nederland en vriendin van voordrachtskunstenaar Albert Vogel sr. (1874-1933) en van de schrijver Louis Couperus (1863-1923); trouwde in 1885 met Alexander Lodewijk Grothe (1850-1932), lid van de familie Grothe
    - Clara Catharina May Twiss (1867-1927); trouwde in 1886 met jhr. Edouard Quarles van Ufford (1854-1942), burgemeester van Maartensdijk en lid van de familie Quarles; een zoon uit dit huwelijk, jhr. mr. John Edward Willem Quarles van Ufford (1889-1942), verkreeg in 1917 naamswijziging tot Twiss Quarles van Ufford waardoor er een zijtak van het geslacht Quarles met die drievoudige geslachtsnaam ontstond

  - Jacoba Johanna Twiss (1819-1891); trouwde in 1844 met Jan Pieter van Hoey Smith, heer van Engelen (1821-1891), reder
  - Daniel Twiss (1822-1872), lid van de fa. Robert Twiss & Zonen, commissionairs en assuradeuren
    - John Daniel Twiss (1865-1929), wijnkoper; trouwde in 1890 met 1890 met jkvr. Paulina Maria Martini Buys (1869-1941), lid van de familie Martini
- Francis Twiss (1789-1871), wijnkoper
  - Mr. Robert Twiss (1814-1901), procureur-generaal van het gerechtshof te Paramaribo
    - Francis Twiss (1840-1916), administrateur
      - Petronella Wilhelmina Twiss (1890-1978); trouwde in 1913 met dr. Jan Willem Meijer Ranneft (1887-1968), vicepresident Raad van Indië, voorzitter Volksraad (Nederlands-Indië), lid Raad van State

    - Daniel Twiss (1845-1910), kolonel
      - Ir. Willem Jacob Twiss (1880-1944), mijningenieur; trouwde in 1916 (echtscheiding in 1934) met Caroline Celine Vera Schmidt Ernsthausen (1894-1978) die in 1936 hertrouwde met mr. Sigismund Eduard Jacob Maurits van Lier (1875-1938) en bekend werd als verzamelaarster van de "Boutensdocumentatie" over de dichter Pieter Cornelis Boutens (1870-1943)

    - Catherine Quirine Twiss (1846-1927); trouwde in 1872 met jhr. Theodore Engelbert de Brauw (1840-1902), schout-bij-nacht, broer van minister jhr. mr. Willem Maurits de Brauw (1838-1898) en lid van de familie De Brauw

  - Willem Twiss (1815-1892), fabrikant
    - Hendrik Dirk Twiss (1856-1924), generaal-majoor

  - Mary Twiss (1816-1888); trouwde in 1842 met Simon Hendrik Mossel (1810-1890), generaal-majoor
  - Geertruida Wilhelmina Twiss (1818-1853); trouwde in 1846 met Robert Alexander Jackson (1812-1901), luitenant-generaal, adjudant van koning Willem III, lid van het Hoog Militair Gerechtshof
- Henry Twiss (1791-1863), lid fa. Twiss & van de Vijver, handel in wollen stoffen
  - Barbara Maria Catharina Twiss (1821-1879); trouwde in 1848 Willem Anne Aloysius Bernardus van Toll (1818-1888), generaal-majoor
- Edward Twiss (1797-1858), koopman
  - Aryna Agatha Twiss (1827-1859); trouwde in 1853 met mr. Jan Hendrik van Wickevoort Crommelin (1819-1858), secretaris en thesaurier van prins Hendrik der Nederlanden

## Nederlands Patriciaat
Het geslacht werd in 1947 opgenomen in het Nederland's Patriciaat.
Geslachten die opgenomen zijn in het sinds 1910 verschijnende genealogische naslagwerk Nederland's Patriciaat. Lijst volgens opgave van het CBG Centrum voor familiegeschiedenis.
A · B · C · D · E · F · G · H · I · J · K · L · M · N · O · P · Q · R · S · T · U · V · W · Y · Z